# Carl Helsted

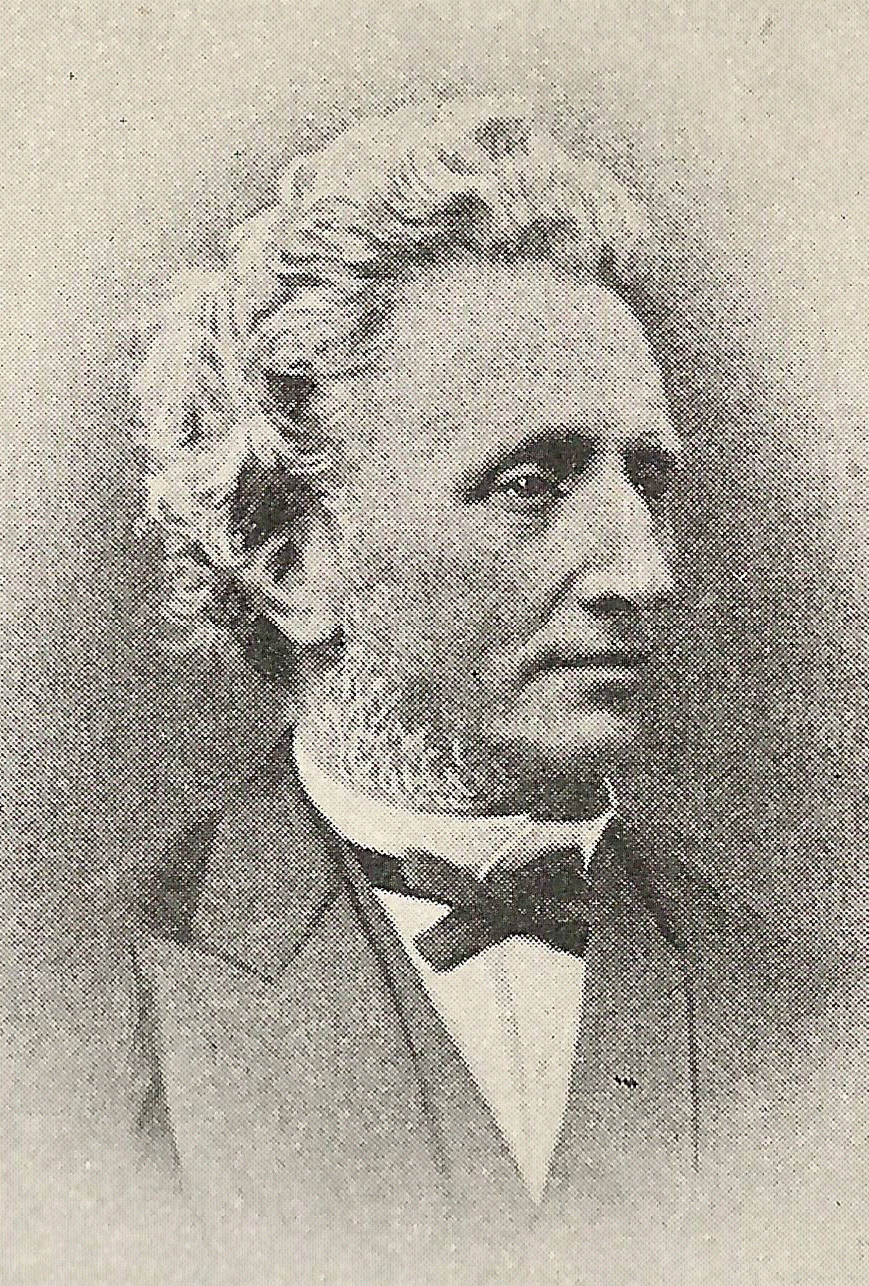
Carl Helsted

Carl Adolph Helsted (* 4. Januar 1818 in Kopenhagen; † 7. Juni 1904 ebenda) war ein dänischer Flötist, Komponist und Gesangspädagoge.

## Leben
Carl Helsted war Sohn eines Musikers, erhielt eine Ausbildung als Flötist und spielte ab 1837 als Solist bei der Königlichen Kapelle Kopenhagen. 1840 unternahm er eine Auslandsreise u. a. nach Leipzig, wo er Bekanntschaft mit Felix Mendelssohn Bartholdy und Robert Schumann machte. Da er auch über eine gute Tenorstimme verfügte, nahm er dann Gesangsunterricht bei Manuel García in Paris und entwickelte sich nach seiner Rückkehr nach Dänemark dort zu einem der wichtigsten Gesangslehrer seiner Zeit. Er wirkte am Königlich Dänischen Theater und erhielt 1884 eine Professur am Königlich Dänischen Konservatorium, dessen Direktoriumsmitglied er 1890 wurde. Zu seinen Schülerinnen und Schülern zählten Jens Nyrop, Nina Grieg, Augusta Lütken und Anna Levinsohn.
Der Bruder Carl Helsteds, Eduard Helsted (1816–1900), war Geiger und Komponist, sein Sohn Gustav Helsted (1857–1924) wirkte als Organist und Komponist.

## Werk
Carl Helsted war in seinen jüngeren Jahren kompositorisch tätig und schuf Orchestermusik, darunter zwei Sinfonien (D-Dur, 1842; F-Dur, 1844) sowie Kammermusik, Lieder und Chorwerke. 1841 reichte er für einen Kompositionswettbewerb des Kopenhagener Musikvereins eine Ouvertüre in d-Moll ein. Den Ersten Preis erhielt dabei die Ouvertüre Nachklänge von Ossian des befreundeten Niels Wilhelm Gade, das Werk Helsteds eine ehrenvolle Erwähnung. Der Eindruck, Gade auf diesem Gebiet nicht gewachsen zu sein, mag dazu beigetragen haben, dass Helsted etwa nach 1850 kaum mehr komponierte.